# هالكونز
فريق هالكونز للاستعراص الجوي، (بالإنجليزية: Halcones)‏. هي مجموعة نشطة من تسعة ضباط من سلاح الجو التشيلي الذين تم تدريبهم خصيصا لالأيروبكس. 
واحدة من تحركات هالكونز هو إعادة إنشاء العلم التشيلي في الهواء باستخدام الدخان. قد يتم تشبيه الفريق بالسهام الحمراء التابعة للقوات الجوية الملكية البريطانية لارتباطها بالمناورات المعقدة العالية الخطورة والقائمة على الطيران.

## الفريق
الفريق يطير نماذج الطائرات. وعقدت هالكونز استعراضات في الإكوادور والبرازيل والمملكة المتحدة وبلجيكا والولايات المتحدة وكندا وإسرائيل وفرنسا وبيرو وبوليفيا، من بين آخرين.